# Сакић
Сакић је српско и хрватско презиме. Значајни људи са овим презименом су:
- Синан Сакић (1956-2018), народни певач
- Ненад Сакић (1971), бивши фудбалер